# O. J. Simpson
Orenthal James "O. J." Simpson (São Francisco, 9 de julho de 1947 – Las Vegas, 10 de abril de 2024) foi um jogador de futebol americano, ator e locutor esportivo estadunidense. Ele jogou na National Football League (NFL) por onze temporadas, principalmente pelo Buffalo Bills, e é considerado um dos maiores running backs de todos os tempos. Uma vez uma figura popular entre o público dos Estados Unidos, o sucesso profissional de Simpson foi posteriormente obscurecido pelo seu julgamento e absolvição controversos pelos assassinatos de sua ex-mulher Nicole Brown e seu amigo Ron Goldman em 1994.
Simpson jogou futebol americano universitário pelo USC Trojans, onde ganhou o Troféu Heisman no seu último ano na faculdade e foi selecionado na primeira escolha geral pelo Bills no draft da NFL/AFL de 1969. Durante suas nove temporadas como profissional em Buffalo, Simpson recebeu cinco seleções consecutivas para o Pro Bowl e All-Pro de primeira equipe de 1972 a 1976. Ele também liderou a liga em jardas corridas quatro vezes, em touchdowns corridos duas vezes e em pontos marcados em 1975. Em 1973, ele se tornou o primeiro jogador da NFL a correr por mais de 2 000 jardas em uma temporada, o que lhe valeu o prêmio de Jogador Mais Valioso (MVP) da NFL e era o único jogador da liga a fazê-lo em uma temporada regular de quatorze jogos. Simpson detém o recorde de média de jardas por jogo em uma única temporada com 143,1. Depois de se aposentar pelo San Francisco 49ers em 1979, Simpson seguiu uma carreira de ator e locutor. Ele foi introduzido no College Football Hall of Fame em 1983 e no Pro Football Hall of Fame em 1985.
Em junho de 1994, Simpson foi preso e acusado dos assassinatos de Brown e Goldman. Ele foi absolvido em um julgamento longo e internacionalmente divulgado, mas considerado responsável pelas mortes três anos depois em uma ação civil das famílias das vítimas. Ele pagou pouco da sentença de US$ 33,5 milhões.
Em 2007, Simpson foi preso em Las Vegas, Nevada, e acusado de roubo à mão armada e sequestro. Em 2008, ele foi condenado e sentenciado a 33 anos de prisão, com um mínimo de nove anos sem liberdade condicional. Ele cumpriu sua sentença no Centro Correcional de Lovelock perto de Lovelock, Nevada. Ele recebeu liberdade condicional em julho de 2017, foi libertado da prisão em outubro e recebeu liberação antecipada de sua liberdade condicional em dezembro de 2021 pela Divisão de Liberdade Condicional e Liberdade Condicional de Nevada. Ele morreu em 2024 aos 76 anos de câncer de próstata.

## Começo da vida
Nascido em 1947 e criado em São Francisco, Califórnia, Simpson era filho de Jimmy Lee Simpson e Eunice Simpson (nascida Durden), uma administradora de hospital. Seu pai teria trabalhado como funcionário do Federal Reserve Bank e ex-custodiante de banco. Seu pai era uma drag queen conhecida na área da Baía de São Francisco. Mais tarde na vida, Jimmy Simpson anunciou que ele era gay. Ele morreu de AIDS em 1986.
O.J. Simpson teve uma notável carreira no futebol americano universitário jogando pela Universidade do Sul da Califórnia (o USC Trojans). Ele ganhou atenção e aclamação nacional, vencendo o Troféu Heisman em 1968 como sênior, reconhecendo-o como um dos melhores jogadores de futebol americano universitário americano. Sua excepcional velocidade, agilidade e habilidade de corrida de Simpson o tornaram uma força dominante no campo. Ele estabeleceu inúmeros recordes durante sua carreira universitária e se tornou um dos jogadores de futebol americano universitário mais celebrados de sua época. Seu sucesso na USC lançou as bases para sua futura carreira na NFL, onde continuou a se destacar como um dos maiores running backs na história do esporte.

## Carreira profissional

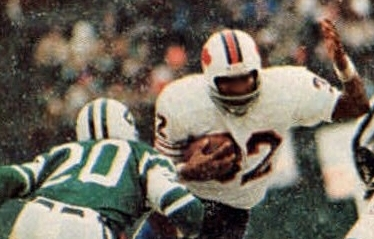
O. J. Simpson jogando pelo Buffalo Bills em 1973.

O. J. Simpson foi escolhido pelo draft e começou a jogar pelo Buffalo Bills na temporada de 1968, apesar da expectativa não teve muito destaque nas primeiras três temporadas.
Teve uma carreira altamente bem-sucedida na NFL, abrangendo onze temporadas, principalmente com os Bills. Conhecido por sua excepcional velocidade e agilidade, Simpson se estabeleceu como um dos maiores running backs na história da liga. Ele recebeu inúmeros elogios, incluindo cinco seleções consecutivas para o Pro Bowl e honras All-Pro de primeira equipe. Simpson liderou a liga em jardas corridas quatro vezes e em touchdowns corridos duas vezes. Sua conquista mais notável veio em 1973, quando se tornou o primeiro jogador na história da NFL a correr por mais de 2 000 jardas em uma única temporada, o que lhe valeu o prêmio de Jogador Mais Valioso da NFL. Jogou por nove temporadas nos Bills antes de se transferir para o San Francisco 49ers, atuando por dois anos e se aposentando em 1979. Apesar de suas realizações em campo, a carreira profissional de Simpson foi posteriormente ofuscada por controvérsias legais, incluindo seu julgamento e absolvição pelos assassinatos de sua ex-mulher, Nicole Brown Simpson, e seu amigo, Ron Goldman.
Apesar de nunca ter ganho um Super Bowl, tendo participado somente de um jogo de playoffs em 1974, O. J. Simpson foi o maior corredor da NFL por quatro temporadas, também conseguiu o feito de correr mais de 200 jardas em 6 jogos, marca alcançada por apenas outros dois jogadores.
O. J. Simpson seguiu uma carreira de ator após se aposentar do futebol profissional. Ele apareceu em vários filmes e programas de televisão, frequentemente desempenhando papéis de apoio ou participações especiais. Embora sua carreira de ator não tenha alcançado o mesmo nível de sucesso que sua carreira no futebol, Simpson era conhecido por sua presença carismática na tela. Alguns de seus créditos de atuação incluem papéis em filmes como The Towering Inferno e na série de filmes The Naked Gun, além de participações especiais em programas de TV como Roots e The Klansman. Chegou a ter sua própria produtora de filmes, a Orenthal Productions.

## Vida pessoal

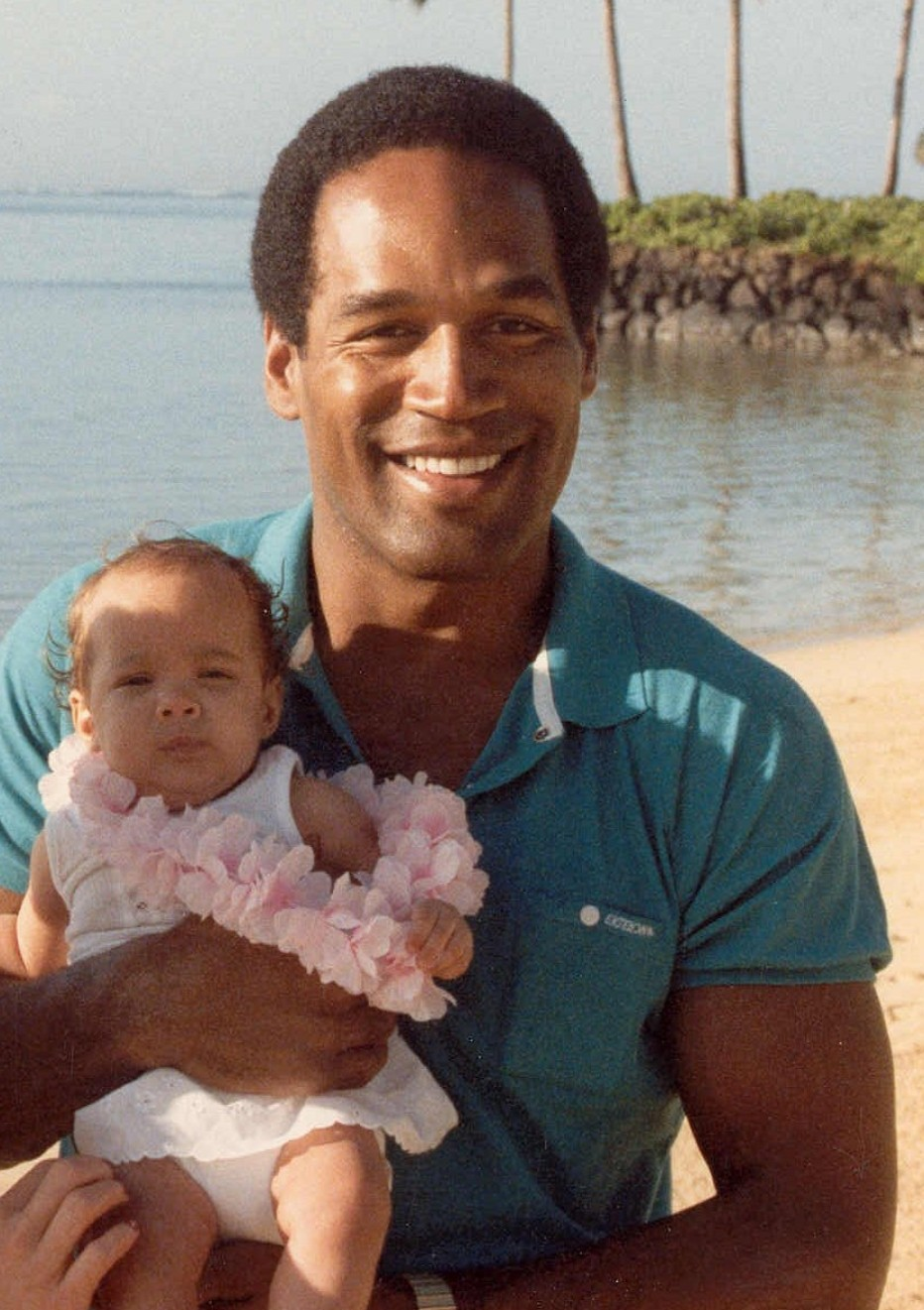
O. J. Simpson com a filha, Sydney Brooke, em 1986

Em 24 de junho de 1967, aos 19 anos, Simpson se casou com Marguerite L. Whitley. Juntos, tiveram três filhos: Arnelle L. Simpson (nascida em 1968), Jason Lamar Simpson (nascido em 1970) e Aaren Lashone Simpson (1977–1979). Em agosto de 1979, Aaren se afogou na piscina da família.
Simpson conheceu Nicole Brown em 1977 enquanto ela trabalhava como garçonete em uma boate em Beverly Hills chamada The Daisy. Embora ainda casado com sua primeira esposa, Simpson começou a namorar Brown. Simpson e Marguerite se divorciaram em março de 1979.
Brown e Simpson se casaram em 2 de fevereiro de 1985, cinco anos após sua aposentadoria do futebol profissional. O casal teve dois filhos, Sydney Brooke Simpson (nascida em 1985) e Justin Ryan Simpson (nascido em 1988). O casamento durou sete anos, durante os quais Simpson se declarou sem contestar por abuso conjugal em 1989. Brown pediu o divórcio em 25 de fevereiro de 1992, citando diferenças irreconciliáveis. Em 1993, após o divórcio, Brown e Simpson tentaram uma reconciliação, mas, de acordo com Sheila Weller, "eles eram um casal dramático, conflituoso, mutuamente obcecado antes de se casarem, depois de se casarem, depois de se divorciarem em 1992, e depois de se reconciliarem".
Em 1995, após sua absolvição pelo assassinato, Simpson iniciou um relacionamento com Christie Prody, que durou 13 anos. No momento em que começaram o relacionamento, Prody tinha 19 anos e trabalhava como garçonete de coquetéis. Depois que o relacionamento terminou, Prody afirmou que frequentemente temia por sua vida durante o relacionamento.

## Julgamento por assassinato
O julgamento de Simpson começou em 26 de setembro de 1994 e durou 372 dias. Foi acusado de matar a facadas sua ex-mulher, Nicole Brown, e seu amigo, Ron Goldman, em 12 de junho de 1994, entre 22 e 23 horas, em frente à casa dela.
Nicole, ex-garçonete, passou a viver com Simpson em 1978, depois que ele se separou da primeira mulher, Marguerite. Simpson e Marguerite foram casados por 11 anos e tiveram 3 filhos (um morreu aos 2 anos). Simpson e Nicole oficializaram a união com uma grande festa, em 1985. Tiveram 2 filhos. Nesse mesmo ano, Simpson quebrou, com um bastão de beisebol, os vidros do carro de Nicole, onde ela havia se refugiado após uma discussão. O divórcio aconteceu em 1992 e havia registros policiais de 3 agressões físicas de Simpson contra Nicole. Em 1993, Simpson chegou a invadir a casa da ex-mulher, que se trancou na cozinha.
Em 17 de Junho de 1994, ao ser acusado de duplo homicídio, Simpson desapareceu depois de deixar com amigos uma carta que anunciava seu desejo de suicídio. Foi perseguido pela polícia por 96 quilômetros, trancou-se durante horas em seu carro e em seguida se entregou. A perseguição a Simpson ganhou grande cobertura da mídia, e dividiu as atenções com os eventos desportivos que aconteciam naquele mesmo dia, como a abertura da Copa do Mundo FIFA e o quinto jogo das finais da NBA entre New York Knicks e Houston Rockets.
O júri era formado por 9 negros, 2 brancos e 1 hispânico. Dos 12 jurados, 10 eram mulheres. O veredito "inocente" foi anunciado em 3 de outubro de 1995.

### Números do julgamento
- Foram ouvidas 133 testemunhas.
- A palavra sangue, a mais citada, foi pronunciada 15 mil vezes no julgamento.
- Aconteceram 16 mil objeções durante o julgamento.
- Os autos tinham 50 150 páginas, e 1 milhão de linhas escritas.
- 20 milhões de pessoas assistiram ao julgamento pela televisão. O anúncio do veredito bateu o recorde de audiência da chegada do homem à Lua, e do funeral do presidente John Kennedy, recordes antes quebrados em abril de 1973 com o show de Elvis Presley no Havaí.
- A promotora Marcia Clark foi quem mais falou no julgamento: 37 mil palavras. Em segundo lugar, ficou o principal advogado de defesa, Johnnie Cochran, com 33 mil palavras.

### Curiosidades do julgamento
- O advogado de Simpson, Johnnie Cochran, foi acusado pela ex-mulher, num livro, de tê-la espancado com frequência. Era também advogado de Michael Jackson.
- O juiz Lance Ito é filho de 2 imigrantes japoneses que se conheceram num campo de concentração para japoneses nos EUA, durante a Segunda Guerra Mundial.

## Revelações e livro
No livro If I Did It, O. J. descreve como, hipoteticamente, teria executado o plano caso tivesse sido ele o responsável pelas mortes:
No dia em que o amigo de Nicole, Ronald Goldman, chegou para devolver os óculos que a mãe de Nicole teria deixado no restaurante onde ambas haviam jantado, Simpson resolveu agir. Foi ao carro, calçou um par de luvas, e com uma faca em mãos entrou na casa de Nicole de modo ímpar. Gritando e discutindo, afirmando que Nicole tinha ido a uma noitada com o amigo. Nicole negou, Ronald também. Simpson entretanto preferiu "crer" no cão de Nicole, que chegou abanando o rabo para Ronald. Neste momento, Simpson teve um ataque de raiva e gritou: " Você já esteve aqui!".  Simpson parte para cima de Ronald e com a faca, que havia trazido do carro, Simpson atinge fatalmente Ronald com dezenas de facadas. Feito isso, ataca Nicole, chegando a quase arrancar a sua cabeça. Foi um dos crimes mais noticiados por todo os Estados Unidos.
A frieza com que Simpson narra a história, no seu livro, desperta ódio no povo americano, que fez manifestações contra a venda do livro. Chegando a ponto de um dos sócios mais importantes da editora pedir desculpas em público. A editora teve que destruir cerca de 400 mil exemplares do livro.
Há ainda rumores de que, se comprovado que Simpson ganhou cerca de 900 mil dólares pela venda do livro, as famílias das vítimas podem reclamar uma parte desse valor. Vale lembrar que o pagamento de 33,5 milhões, que Simpson deveria pagar às famílias das vítimas, ainda não foi quitado. A família Goldman impediu o direito de Simpson de publicar e ganhar dividendos dos crimes que muitos acreditam ter cometido. A família Goldman ganhou o direito de publicação do livro, passando a editá-lo e publicá-lo, e alterando o seu título original de If I did it para If I did it: confessions of the killer, estando o 'if' apresentado na capa de forma quase imperceptível.
A sentença de Simpson não sofreu nenhuma alteração, pois nos Estados Unidos ninguém pode ser julgado duas vezes pelo mesmo crime.

## O novo julgamento de O. J. Simpson
Novamente, O. J. Simpson volta ao banco dos réus, para se defender de uma acusação de assalto a um hotel-cassino em Las Vegas, após 13 anos da morte de sua ex-esposa. O assalto aconteceu em 2007, e Simpson chegou a ser preso, mas foi solto ao pagar fiança de 125 mil dólares, valor esse que seria dobrado mais tarde por ordem da juíza Jackie Glass, obrigando o ex-jogador a pagar 250 mil dólares ao estado de Nevada.
As vítimas foram 2 vendedores de artigos esportivos para colecionadores. Estavam em um quarto de um hotel-cassino, e afirmaram que foram rendidos por Simpson e alguns outros homens, todos bem armados. Simpson negou, afirmou que só fora ao quarto para recuperar alguns objetos que eram seus de direito, afirmou também que não estava armado. Do quarto, foram subtraídos 2 troféus e várias lembranças assinadas pelo ex-jogador.
O júri encarregado do caso de Simpson o declarou culpado em 3 de outubro de 2008. A pena foi divulgada em 5 de dezembro, sendo condenado a 33 anos de prisão efetiva, com sequestro e assalto à mão armada, entre as 12 acusações de que foi considerado culpado.
Em 20 de julho de 2017, após várias tentativas e vários julgamentos, foi permitido a Simpson sair da cadeia em condicional, a partir de 1° outubro de 2017, passados nove anos de prisão.

## Doença e morte
Em maio de 2023, Simpson relatou que havia sido diagnosticado com câncer e expressou confiança de que iria vencê-lo. Em fevereiro de 2024, foi relatado que estava em tratamento para câncer de próstata.
O.J. Simpson morreu aos 76 anos no dia 10 de abril de 2024 em decorrência do câncer de próstata que enfrentava durante os anos anteriores.

## Filmografia
- Medical Center episódio The Last 10 Yards (1969)
- Cade's County (série de TV) episódio "Blackout" (1972)
- Why (1973)
- Here's Lucy (série de TV) episódio "The Big Game" (1973)
- The Klansman (1974)
- O. J. Simpson: Juice on the Loose (TV) (1974)
- The Towering Inferno (1974)
- The Cassandra Crossing (1976)
- Killer Force (1976)
- A Killing Affair (TV) (1977)
- Roots (1977)
- Capricorn One (1978)
- Firepower (1979)
- Goldie and the Boxer (TV) (1979)
- Detour to Terror (TV) (1980)
- Goldie and the Boxer Go to Hollywood (TV) (1981)
- Cocaine and Blue Eyes (TV) (1983)
- Hambone and Hillie (1984)
- 1st & Ten (1985–1991)
- Back to the Beach (1987)
- Student Exchange (TV) (1987)
- The Naked Gun: From the Files of Police Squad! (1988)
- In the Heat of the Night, episódio "Walkout" (1989)
- The Naked Gun 2½: The Smell of Fear (1991)
- CIA Code Name: Alexa (1993)
- No Place to Hide (1993)
- Naked Gun 33⅓: The Final Insult (1994)
- Family Guy episódio 9 da 7° temporada The Juice is Loose (2007)
- American Crime Story: The People vs. O.J. Simpson (2016)
- O.J: Made in America, Parte 1 (2017)